# Unión Nacional Reeleccionista

Local de la Llista 10 del Partit Colorado amb propaganda de la Unió Nacional Reeleccionista i les candidatures de Pacheco i Bordaberry.

La Unión Nacional Reeleccionista (UNR) fou un moviment polític associat al Partit Colorado de l'Uruguai. El 1971 va impulsar la reelecció del llavors president Jorge Pacheco Areco.
El nucli principal d'aquest moviment el va formar la UCB, els dirigents de la qual van ser fidels defensors de la política de Pacheco. També va comptar amb el suport d'altres membres del partit, així com de la Lliga Federal d'Acció Ruralista. El 1971 va proposar un plebiscit per decidir la possible reelecció de Pacheco però va fracassar, deixant-ne a Juan María Bordaberry Arocena, llavors ministre de Ramaderia, com el nou president electe.